# فردریک جی. پین
فردریک جی. پین (به انگلیسی: Frederick George Payne) سناتور سابق عضو حزب جمهوری‌خواه ایالات متحده آمریکا بود. وی در سال ۱۹۵۳ تا ۱۹۵۹ میلادی سناتور ایالت مین در سنای ایالات متحده آمریکا بود.